# أندي رايلي (لاعب كرة قدم)
أندي رايلي (بالإنجليزية: Andy Reilly)‏ هو لاعب كرة قدم ومدرب كرة قدم بريطاني في مركزي الوسط، ولد في 26 أكتوبر 1985 في لوتن في المملكة المتحدة. شارك مع منتخب اسكتلندا تحت 21 سنة لكرة القدم. أما مع النوادي، فقد لعب مع نادي بارنت وويكمب وندررز.